# 수비초등학교
수비초등학교는 대한민국 경상북도 영양군 수비면 발리리에 있는 초등학교다.

## 학교 연혁
- 1933년 9월 16일 수비공립보통학교(4년제) 개교설립인가 5월 25일
- 1938년 4월 1일 수비공립심상소학교(6년제)로 개칭
- 1941년 4월 1일 수비공립국민학교로 개칭
- 1948년 8월 15일 수비국민학교로 명칭 변경
- 1953년 7월 20일 수비국민학교 신암분교장 설립 인가
- 1953년 7월 30일 신암분교장 개교
- 1963년 1월 1일 선미국민학교 본신분교장 본교 이관 편입
- 1970년 3월 1일 수비국민학교 죽파분교장 설립 인가
- 1970년 7월 10일 신암분교장 수하국민학교 이관
- 1970년 11월 30일 죽파분교장 개교
- 1971년 1월 1일 본신국민학교 승격 분리
- 1971년 6월 2일 죽파분교장 송하국민학교 이관
- 1978년 3월 1일 본신국민학교 분교장 격하 편입
- 1981년 3월 1일 병설유치원 개원
- 1991년 3월 1일 수하국민학교 분교장 격하 편입, 신암분교장 편입
- 1992년 3월 1일 본신분교장, 송하국민학교 죽파분교장 본교로 통폐합
- 1996년 3월 1일 수하분교장 본교로 통폐합
- 1996년 3월 1일 수비초등학교로 학교명 변경
- 2009년 3월 1일 신암분교장 본교로 통폐합
- 2016년 9월 1일 제35대 이준복 교장 취임
- 2017년 2월 10일 제81회 7명 졸업 (총 5744명)

## 학교 상징
- 교화 - 개나리 : 봄이 되면 방방곡곡 어디서든 귀엽게 피어나는 개나리 꽃처럼 순박하고 귀여운 어린이가 되자
- 교목 - 은행나무 : 곧게 바르게 자라나는 은행나무 올바르고 거침없이 서로 도우며 구김살 없이 씩씩하게 자라자

## 참고 자료
- 수비초등학교 - 한국교육학술정보원 학교알리미